# Idrogeno
L'idrogeno (simbolo H, dal latino scientifico hydrogenium, basato a sua volta sul greco ὕδωρ, hýdor, «acqua», con la radice γεν-, ghen-, «generare», quindi «generatore di acqua»)  è il primo elemento chimico della tavola periodica (numero atomico 1) e il più leggero. Con l'idrogeno iniziano sia il primo periodo del sistema periodico che il primo gruppo, e quindi anche il blocco s.
È l'elemento più abbondante dell'universo osservabile e il più semplice: il suo isotopo più comune, il prozio, è formato da un protone, che ne costituisce il nucleo, e da un elettrone.
Allo stato libero, a pressione atmosferica e temperatura ambiente (298 K), l'idrogeno si trova sotto forma di gas biatomico di formula H2 (diidrogeno), incolore, inodore, insapore e altamente infiammabile, con un punto di ebollizione di 20,27 K (-252,9 °C) e un punto di fusione di 14,02 K (-259,1 °C).
Allo stato legato è presente nell'acqua (11,19%) e in tutti i composti organici e organismi viventi; inoltre, è occluso in alcune rocce, come il granito, e forma composti con la maggior parte degli elementi, spesso anche per sintesi diretta.
È il principale costituente delle stelle, dove è presente nello stato di plasma e rappresenta il combustibile delle reazioni termonucleari, mentre sulla Terra è scarsamente presente allo stato libero e molecolare e deve quindi essere prodotto per i suoi vari usi; in particolare è usato nella produzione di ammoniaca, nell'idrogenazione degli oli vegetali, in aeronautica (in passato nei dirigibili), come combustibile alternativo e più di recente come riserva di energia nelle pile a combustibile.
Essendo il suo atomo il più semplice, è stato studiato in maniera approfondita dalla meccanica quantistica.

## Storia
L'idrogeno biatomico gassoso H2 fu descritto formalmente per la prima volta da Theophrastus Von Hohenheim (più conosciuto con il nome di Paracelso, 1493-1541), che lo ottenne artificialmente mescolando metalli con acidi forti. Paracelso non si rese conto che il gas infiammabile ottenuto in queste reazioni chimiche era costituito da un nuovo elemento chimico, chiamato in seguito idrogeno. Nel 1671, Robert Boyle riscoprì e descrisse la reazione che avveniva quando si mescolavano limatura di ferro e acidi diluiti, e che generava H2.

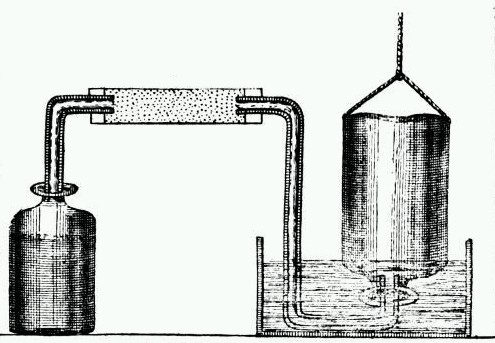
Apparato ideato da Cavendish per la produzione di idrogeno in laboratorio (Philosophical Transactions, 1766).

Nel 1766, Henry Cavendish fu il primo a riconoscere l'idrogeno molecolare gassoso H2 come una sostanza discreta, identificando il gas prodotto nella reazione metallo-acido come "aria infiammabile" e scoprendo che la combustione del gas generava acqua. Cavendish utilizzava in questi esperimenti acidi e mercurio e giunse erroneamente alla conclusione che il diidrogeno fosse una sostanza liberata dal mercurio e non dall'acido, ma fu capace di descrivere con precisione molte proprietà fondamentali dell'idrogeno e del diidrogeno. Tradizionalmente, si considera Cavendish come lo scopritore dell'idrogeno.
Nel 1783, Antoine Lavoisier assegnò all'elemento il nome di "idrogeno" (in francese Hydrogène, dal greco ὕδωρ, ὕδᾰτος, "acqua" e γένος-ου, "generatore") quando provò (insieme a Laplace) la scoperta di Cavendish che la combustione dell'idrogeno generava acqua.

### Primi utilizzi
Uno dei primi usi che si fece dell'idrogeno fu come gas di riempimento per aerostati e successivamente per altri tipi di aeronavi. Famosa è la tragedia del dirigibile Hindenburg, che ebbe luogo nonostante gli ingegneri avessero rivestito la struttura dell'aeronave in modo da non causare scintille, dato che si conosceva l'infiammabilità del gas. Quello fu un caso particolare di impiego, dato che non era disponibile l'elio, gas quasi altrettanto leggero, ma inerte. Al tempo l'idrogeno molecolare si otteneva per la reazione dell'acido solforico con il ferro.

## Isotopi
L'idrogeno è l'unico elemento ai cui isotopi più noti si attribuiscono nomi specifici: il prozio (1H), l'isotopo più comune, non ha neutroni; il deuterio (2H, o D) ha un neutrone e il trizio (3H, o T, radioattivo) due neutroni. Sono stati osservati anche gli isotopi 4H, 5H, 6H e 7H, tutti estremamente instabili e radioattivi.

Gli isotopi dell'idrogeno più diffusi; da sinistra a destra: prozio, deuterio e trizio.

Il nucleo del trizio (nuclide 3H) è più fortemente legato del suo isobaro elio-3 (3He), le energie di legame per nucleone (= energia di legame/A) sono 2,827 MeV contro 2,573 MeV e tuttavia 3H decade esotermicamente in 3He (decadimento beta), dato che la massa di 3He (3,016029 u) è un po' minore di quella di 3H (3,016049 u); la differenza di massa si ritrova come energia cinetica dell'elettrone e dell'antineutrino prodotti nel decadimento.
Il nucleo del prozio è dotato di spin ed è quindi un nucleo attivo per la tecnica della risonanza magnetica nucleare protonica (1H-RMN), una diffusissima tecnica analitica per tutti i composti contenenti idrogeno che ha anche notevole valore strutturale, grazie anche al valore 1/2 dello spin di 1H (che consente assenza di momento di quadrupolo nucleare), il quale permette di ottenere spettri ad alta risoluzione e grazie inoltre all'elevata ricettività del nucleo, che permette un'alta sensibilità della tecnica stessa. Il nucleo del deuterio ha spin 1 e anche per esso è possibile l'applicazione di questa tecnica (2H-RMN); tuttavia, dato che il valore dello spin è maggiore di 1/2, il nucleo ha momento di quadrupolo e questo fa allargare i picchi di assorbimento facendo peggiorare la risoluzione. Per il trizio, anch'esso con spin 1/2, le cose stanno in maniera molto simile al prozio (quando però si operi su composti triziati).

## Diidrogeno
Allo stato libero in condizioni normali l'idrogeno si presenta come diidrogeno, una sostanza formata da molecole biatomiche (H2), che è un gas incolore, inodore, insapore, non tossico ed estremamente infiammabile. Oltre a diidrogeno, altre denominazioni corrette sono: idrogeno molecolare, idrogeno biatomico, idrogeno diatomico. Di frequente viene anche chiamato sbrigativamente, ma erroneamente, "idrogeno".
Avendo la più piccola massa molecolare, solo 2,016 grammi per mole, H2 è il più leggero dei gas.  Per lo stesso motivo presenta, a parità di temperatura e pressione, la più alta velocità di effusione e, più in generale, ha altissima diffusività attraverso membrane porose.
A pressione ordinaria il diidrogeno condensa in un liquido mobile e incolore a -252,76 °C (20,39 K), la cui densità è solo 0,0708 g/mL; tale liquido può esistere stabilmente al di sotto della temperatura critica, pari a 33,18 K (-240 °C); a -259,19 °C (13,96 K) il liquido solidifica in un solido cristallino incolore avente un reticolo esagonale compatto di molecole H2.
A marcata differenza da altri gas e dall'elio in particolare, il diidrogeno si adsorbe superficialmente su diversi metalli, quali titanio, nichel, rutenio, osmio, platino e specialmente palladio; in quest'ultimo, H2 si diffonde facilmente anche al suo interno e la sua solubilità in esso, che implica anche interazioni chimiche, è molto grande, arrivando a formare una soluzione solida, metallica, che può raggiungere una concentrazione formulabile, come composto non stechiometrico, di composizione approssimativa Pd4H3. Inoltre, H2 è capace di attraversare facilmente un setto di palladio, il quale si comporta nei suoi riguardi da membrana semipermeabile, permettendo di separare il diidrogeno da altri gas eventualmente presenti in miscela e quindi di purificarlo.
Il diidrogeno ha un'elevata conducibilità termica, 0,168 W/(m×K), anche superiore a quella dell'elio [0,142 W/(m×K)] e altrettanto accade per le velocità del suono: 1320 m/s in H2 e 973 m/s in He. Entrambe queste proprietà e la citata velocità di effusione sono legate alla velocità molecolare media, che per H2 è maggiore di quella dell'He alla stessa temperatura, dato che la massa molecolare del diidrogeno è praticamente la metà di quella di He.
L'idrogeno molecolare si ottiene in laboratorio mediante reazione di acidi con metalli attivi, come lo zinco o lo stagno e, industrialmente, mediante l'elettrolisi dell'acqua, il reforming del gas naturale, la gassificazione di residui della raffinazione del petrolio. Il diidrogeno è impiegato per la produzione dell'ammoniaca, per la desolforazione dei derivati del petrolio, come combustibile alternativo e, di recente, come fonte di energia per le pile a combustibile.

### Proprietà termodinamiche della molecola
La molecola del diidrogeno è composta da due atomi di idrogeno tenuti insieme dal più forte (4,52 eV) e più corto (74,14 pm) legame covalente semplice tra due atomi uguali e neutri, cioè in una molecola biatomica omopolare. Questo deriva dalla condivisione dei due elettroni spaiati dei due atomi H attraverso la sovrapposizione dei due orbitali 1s di ciascun atomo H a dare un legame sigma (σ): tale sovrapposizione comporta che la densità elettronica nella regione internucleare dei due atomi uniti nella molecola H2 risulti significativamente accresciuta rispetto a quella presente nei due atomi H separati, e questo costituisce l'azione legante esercitata da tale densità elettronica verso i due nuclei. Inoltre, in questa molecola tali nuclei non sono schermati da gusci elettronici che eserciterebbero azione repulsiva, se presenti.
Per questo, H2 è una specie chimica molto stabile termodinamicamente: l'energia necessaria per la dissociazione omolitica del legame a dare due atomi di idrogeno separati, cioè:
H2 (g)   →   2 H· (g)
a 25 °C e 1 atm è ΔHr° = 435,7 kJ/mol (4,516 eV); alla temperatura di 2700 °C e pressione ambiente, in condizioni di equilibrio, solo l'8% delle molecole H2 è dissociato in atomi (idrogeno atomico) e, per far sì che si raggiunga una dissociazione pressoché totale per via termica, occorre arrivare ad una temperatura di circa 6000 K, una situazione naturalmente presente sulla superficie del Sole. D'altro canto, la dissociazione eterolitica, cioè:
H2 (g)   →   H+ (g)  +   H– (g)
ha un costo energetico di gran lunga maggiore, 1.675 kJ/mol (17,36 eV); anche l'energia di ionizzazione della molecola a dare il noto ione molecolare H2+ è decisamente elevata (15,43 eV) e supera quella dell'atomo di idrogeno stesso, che comunque è elevata (13,60 eV). Questi dati sono indicativi della difficoltà per la molecola di rompere il legame o di allentarlo in qualche modo e ciò si riflette in energie di attivazione notevoli.

### Reattività dell'idrogeno molecolare
La dissociazione eterolitica ora vista si riferisce a molecole H2 isolate, in fase gassosa; quando tale dissociazione avviene in soluzione acquosa, il costo energetico (come energia libera) è molto minore, meno di un decimo: ΔGr° = 143,1 kJ/mol (1,483 eV). Questo, grazie al fatto che la molecola d'acqua ha natura anfiprotica, e può quindi solvatare sia i cationi che gli anioni, ed anche al fatto che l'acqua liquida ha una costante dielettrica relativa molto elevata, cosa che favorisce la dissociazione in ioni perché diminuisce le interazioni elettriche tra gli ioni, favorendo la loro separazione.
Oltre alla ovvia assenza di polarità della molecola H2, questi sono i principali presupposti che rendono l'idrogeno molecolare, in assenza di catalizzatori e di luce, scarsamente reattivo a temperatura ambiente e anche oltre. Miscelato in tali condizioni con l'ossigeno, non reagisce, a meno che non sia innescato, ad esempio da una scintilla; in tal caso, lo fa in maniera fortemente esplosiva (miscela tonante) dando luogo alla formazione di vapore acqueo con grande sviluppo di calore (ΔHr° = -241,98 kJ/mol):
2 H2 (g)  +  O2 (g)   →   2 H2O (g)
In pratica, tra gli elementi chimici in forma molecolare, l'idrogeno reagisce a temperatura ambiente solo con fluoro molecolare (F2) e lo fa esplosivamente, anche al buio e alle bassissime temperature di H2 liquido, per dare fluoruro di idrogeno HF; sempre a temperatura ambiente, ma in presenza di luce solare, reagisce anche e con il cloro per dare cloruro di idrogeno HCl. Reagisce con il bromo a 400 °C per dare HBr e, sempre a 400 °C, con lo iodio, ma in presenza di platino come catalizzatore, per dare (reversibilmente) HI. Anche la reazione con l'azoto (N2), per dare l'ammoniaca NH3, necessita di innalzamento di temperatura e di catalisi (Fe, e Mo come attivatore) e porta comunque ad un equilibrio. Tuttavia l'idrogeno, fatto gorgogliare a temperatura ambiente in una soluzione acquosa di cloruro di palladio(II) reagisce prontamente (viene ossidato) per dare palladio metallico, che precipita come fine polvere scura, e HCl in soluzione:
PdCl2 (sol) +  H2 (g) +2 H2O  →    Pd (s) ↓ +  2 H3O+ (sol) + 2 Cl− (sol)

### Chimica ionica in fase gassosa
La molecola di idrogeno può sommare un protone (H+) in fase gassosa con reazione esotermica per dare lo ione idrogenonio H3+, una specie molecolare triangolare equilatera (simmetria D3h) con due elettroni di legame e avente particolare stabilità connessa all'aromaticità sigma per esso riscontrata.
H2  +  H+  →  H3+
Questo ione molecolare è un fortissimo acido di Brønsted-Lowry, in grado di protonare anche una base debolissima come il metano (dando origine a CH5+, ione metanio) e qualsiasi altro idrocarburo.
L'affinità protonica di H2, pari alla variazione di entalpia standard (ΔHr°) della reazione di protonazione cambiata di segno, è 422,3 kJ/mol (4,377 eV), mentre il ΔGr° della stessa, cioè la basicità di H2 in fase gassosa, vale 394,7 kJ/mol (4,090 eV). La specie può essere prodotta dalla reazione dell'idrogeno gassoso con lo ione HeH+ (elio protonato), che si pensa essere stato il primo 'composto' originatosi dal Big Bang:
HeH+  +  H2  →  H3+ +  He
La reazione è termodinamicamente favorita perché l'affinità protonica dell'elio (177,8 kJ/mol) è ben minore di quella di H2 (vide supra).
Lo ione molecolare HeH+ può ottenersi anche in laboratorio, in situ, lasciando decadere la molecola HT (isotopologa di H2):
HT (dec. beta(-))  →  HHe+ +  e-  + anti-ν

### Ortoidrogeno e paraidrogeno

Rappresentazione dell'ortoidrogeno (a sinistra) e del paraidrogeno (a destra).

In condizioni normali il diidrogeno è una miscela di due diversi tipi di molecole, che differiscono a seconda che gli spin dei due nuclei atomici siano tra loro paralleli o antiparalleli. Queste due forme sono rispettivamente conosciute come "orto-idrogeno" e "para-idrogeno". In condizioni standard, il rapporto tra orto e para è di circa 3 a 1 e la conversione di una forma nell'altra è talmente lenta da non avvenire in assenza di un catalizzatore. Le due forme differiscono a livello energetico, il che provoca piccole differenze nelle loro proprietà fisiche. Ad esempio, i punti di fusione ed ebollizione del paraidrogeno sono all'incirca 0,1 K più bassi dell'ortoidrogeno.
L'esistenza di queste due forme pone un inconveniente nella produzione industriale di diidrogeno liquido: quando viene liquefatto, il diidrogeno è generalmente una miscela para:orto circa 25:75; lasciato a sé, nell'arco di un mese la miscela si arricchisce della forma para, che diventa il 90%; questa conversione libera calore che fa evaporare gran parte del diidrogeno, che viene perso. Per ovviare a ciò, la liquefazione del diidrogeno viene condotta in presenza di un catalizzatore a base di ossido di ferro; in questo modo il diidrogeno liquido ottenuto è composto per oltre il 99% dalla forma para.

## Disponibilità

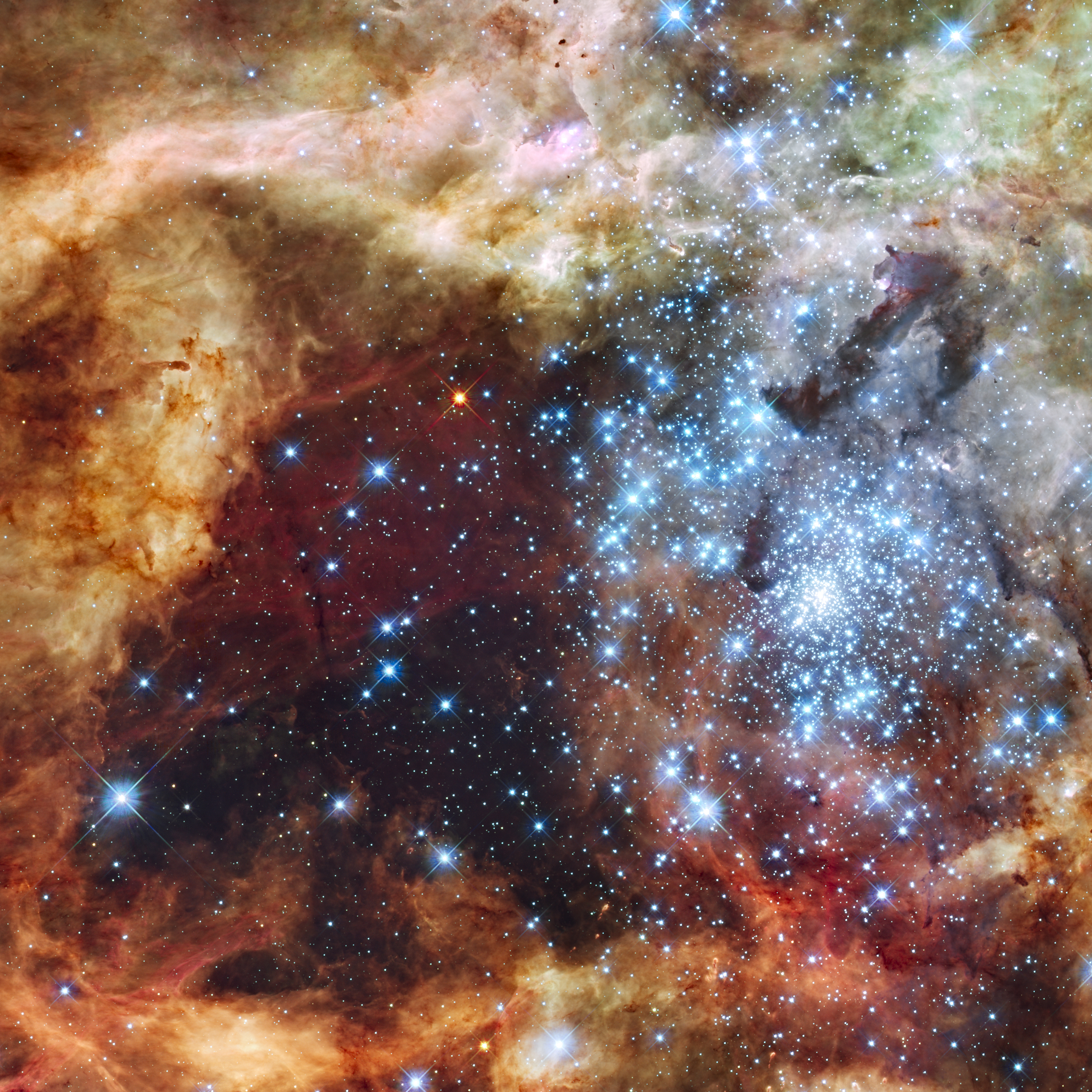
La regione R136 nella NGC 2070 fotografata alla luce visibile, ultravioletta e rossa dal telescopio spaziale Hubble. Il colore rosso è associato alla presenza di idrogeno atomico eccitato, che emette nella riga spettrale H-alfa, che cade in quella regione dello spettro.

L'idrogeno è l'elemento più abbondante dell'universo, formando fino al 75% della materia in base alla massa e più del 90% in base al numero di atomi. Si trova principalmente nelle stelle e nei giganti gassosi. Relativamente alla sua abbondanza nell'ambiente, l'idrogeno è molto raro nell'atmosfera terrestre (1 ppm) e praticamente inesistente come H2 sulla superficie e nel sottosuolo. Giove e Saturno sono composti da circa l'80% di idrogeno, il Sole dal 90%.
Questo elemento ha un ruolo fondamentale nel fornire energia all'universo, attraverso processi di fusione nucleare. Enormi quantità di energia vengono rilasciate sotto forma di radiazioni elettromagnetiche nel momento in cui avviene la combinazione di due nuclei di idrogeno (deuterio oppure prozio e trizio) in uno di elio.
Sottoposte a pressioni eccezionalmente alte, come quelle che si trovano al centro dei giganti gassosi (Giove ad esempio), le molecole perdono la loro identità e l'idrogeno diventa un metallo liquido (idrogeno metallico). Al contrario, in condizioni di pressione estremamente bassa, le molecole di H2 possono subire dissociazione e se sottoposte a radiazione di opportuna frequenza, gli atomi individuali possono sopravvivere per un tempo sufficiente per esser rilevati. Nubi di H2 si formano e sono associate con la nascita delle stelle.
Sulla Terra la fonte più comune di questo elemento è l'acqua, che è composta da due atomi di idrogeno e uno di ossigeno (H2O). Altre fonti sono: la maggior parte della materia organica (che comprende tutte le forme di vita conosciute), i combustibili fossili e il gas naturale. Il metano (CH4), che il principale componente del gas naturale ma si può ottenere anche per digestione anaerobia di sostanze organiche, sta diventando una fonte di idrogeno sempre più importante.

## Produzione
L'H2 si ottiene in laboratori di chimica e di biologia, spesso come sottoprodotto di altre reazioni; nell'industria si ottiene nel cracking degli idrocarburi; per elettrolisi dell'acqua, e con il processo del gas d'acqua. In natura è utilizzato come mezzo per espellere equivalenti riduttivi nelle reazioni biochimiche.

## Applicazioni

### Impiego come reagente
Nell'industria chimica e petrolchimica si richiedono grandi quantità di H2. L'applicazione principale dell'H2 avviene nel processo di raffinazione dei combustibili fossili e nella sintesi dell'ammoniaca (processo Haber-Bosch). I processi fondamentali che consumano H2 in un impianto petrolchimico sono l'idrodealchilazione, l'idrodesolforazione e l'idrocraking.
L'H2 è utilizzato nei laboratori e nell'industria chimica come materia prima per condurre idrogenazioni, normalmente in presenza di catalizzatori metallici; in tal modo, dal benzene si può ottenere il cicloesano, ad esempio, e dai grassi e oli insaturi si ottenengono prodotti come la margarina. Si usa anche per effettuare reazioni di idrogenolisi. Viene utilizzato anche nella sintesi dell'acido cloridrico.

### Composti dell'idrogeno
L'idrogeno si combina con la maggior parte degli elementi. Con un'elettronegatività pari a 2,2, un valore intermedio, forma composti dove può essere la componente più non-metallica o più metallica: nel primo caso i suoi composti si dicono idruri, nei quali l'idrogeno esiste come Hδ− o al limite come ione H−; in altri casi l'atomo H si insinua negli interstizi dei reticoli cristallini dei metalli dando luogo a quelli che vengono chiamati idruri interstiziali (come nella maggior parte degli idruri dei metalli di transizione); nel secondo caso l'idrogeno tende a formare composti essenzialmente covalenti, in cui è presente come Hδ+.
Il diidrogeno H2 si combina con il diossigeno O2 formando acqua (H2O) liberando molta energia in questo processo (si ha un calore di reazione pari a circa 572,4 kJ). L'ossido di deuterio è meglio noto come acqua pesante. L'idrogeno forma un vasto numero di composti con il carbonio. A causa della loro associazione con gli esseri viventi, questi composti sono chiamati "organici", e gli studi relativi alle loro proprietà formano la chimica organica.

### L'idrogeno come vettore energetico

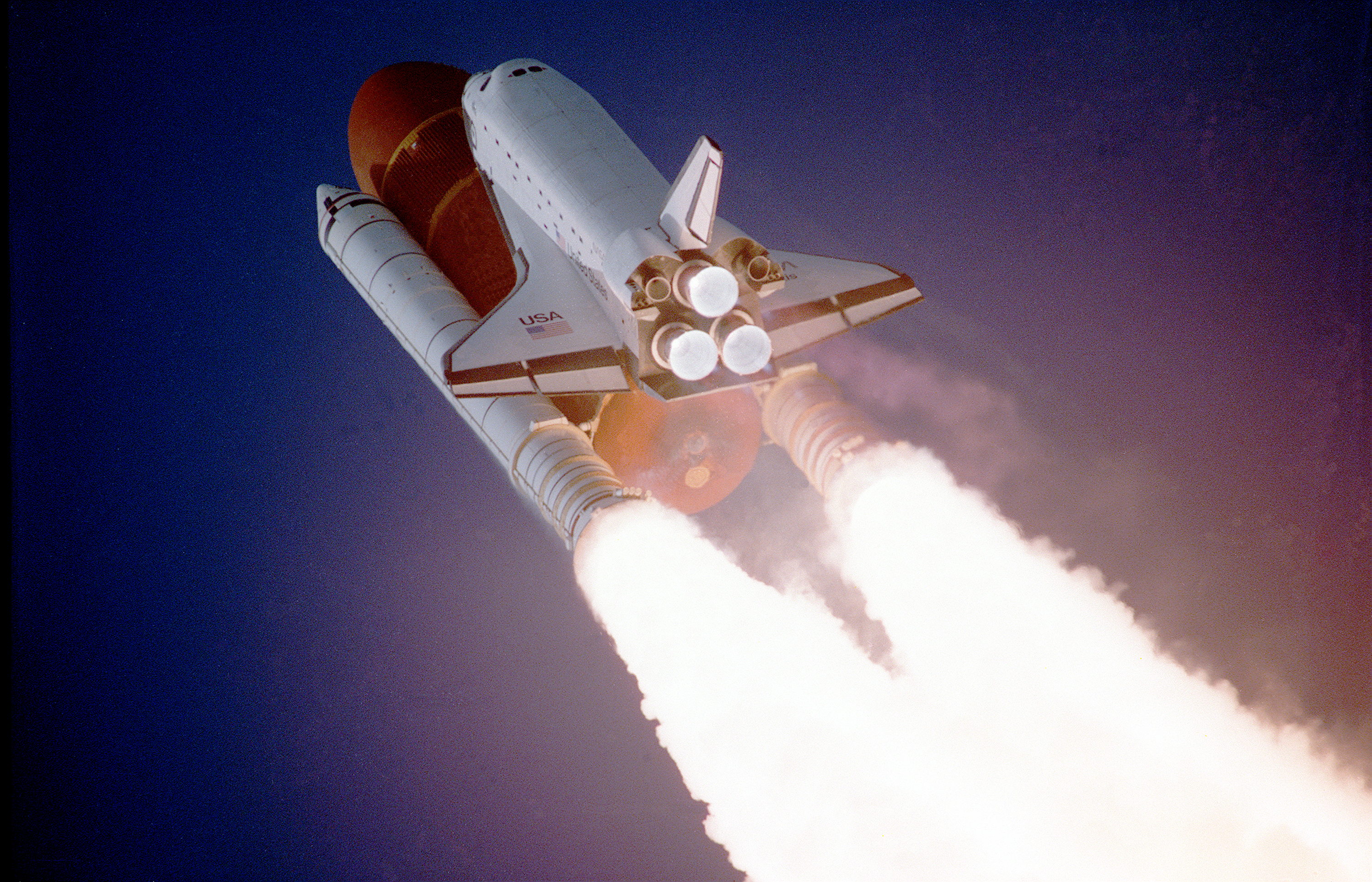
Dall'immagine si nota la differenza tra la fiamma del diidrogeno premescolato al diossigeno in rapporto stechiometrico (gas di brown, quasi invisibile nei motori della navetta) e la fiamma dovuta alla combustione di perclorato d'ammonio e nanoparticelle d'alluminio (boosters laterali).

Tra i vari usi dell'idrogeno vi è quello di possibile fonte di energia per l'autotrazione. L'uso del H2 avrebbe il vantaggio di utilizzare le fonti fossili per ottenere direttamente il gas (a partire dal metano, per esempio). L'H2 usato poi come combustibile nei mezzi di trasporto, reagendo con O2, produrrebbe come unico prodotto di scarto l'acqua, eliminando completamente le emissioni di CO2 e i problemi climatico-ambientali a esse associate. Utilizzare il diidrogeno come combustibile presenta diversi vantaggi. Brucia all'aria quando la sua concentrazione è compresa tra il 4 e il 75% del suo volume, mentre il gas naturale brucia a concentrazioni comprese tra il 5,4 e il 15%. La temperatura di combustione spontanea è di 585 °C, mentre quella del gas naturale è di 540 °C. Il gas naturale esplode a concentrazioni comprese tra il 6,3 e il 14%, mentre il diidrogeno richiede concentrazioni dal 13 al 64%. L'unico svantaggio sarebbe nella densità di energia del diidrogeno liquido o gassoso (a pressione utilizzabile) che è significativamente inferiore rispetto ai tradizionali combustibili e quindi necessita di essere compresso a pressioni più elevate in fase di stoccaggio.

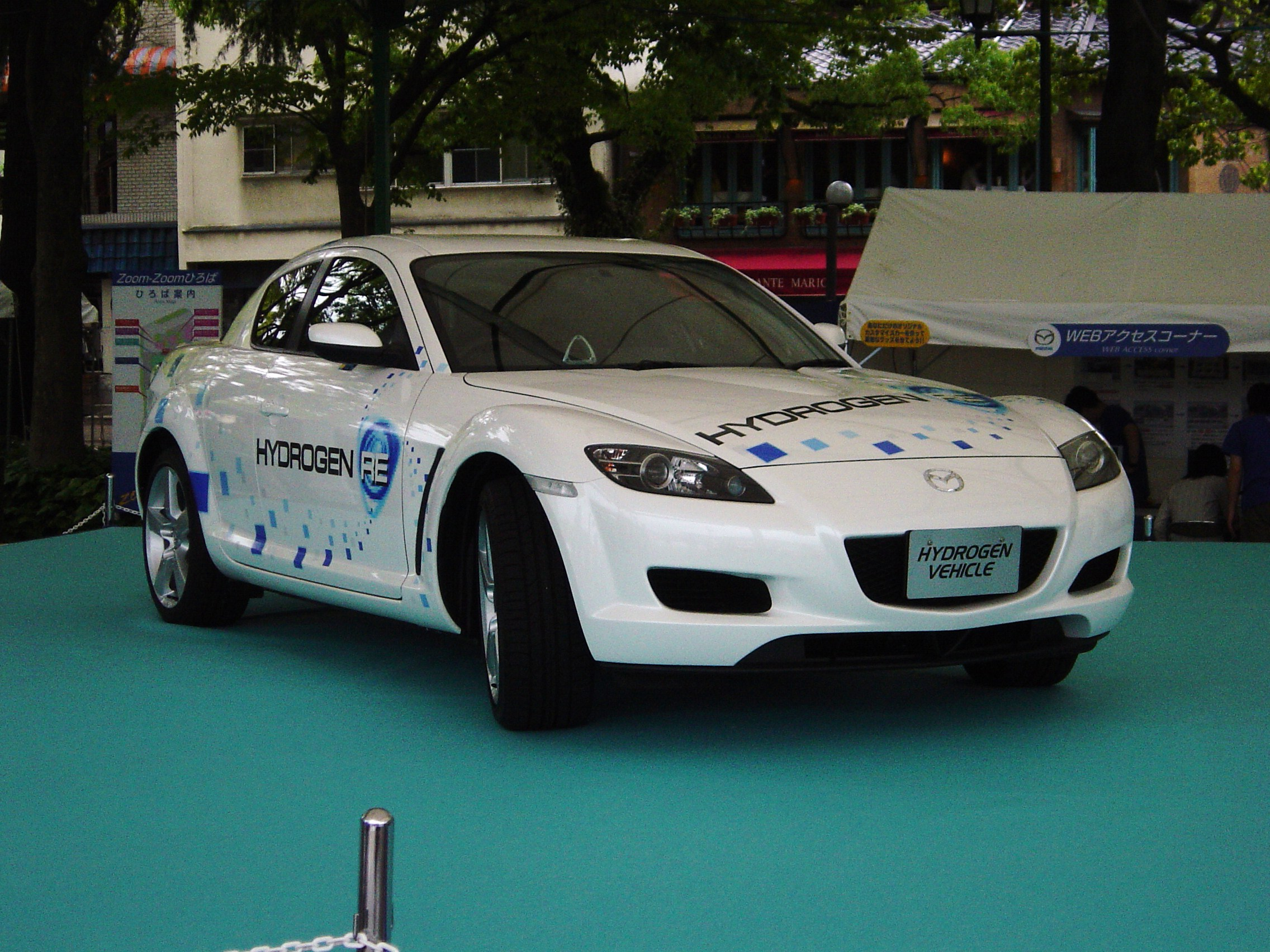
Prototipo di veicolo alimentato a idrogeno.

Stante l'attuale sviluppo tecnologico, l'idrogeno può essere effettivamente utilizzato a fini energetici come combustibile nei motori a combustione interna utilizzati su alcuni prototipi di auto. Le pile a combustibile, attualmente in via di sviluppo, sono poi un modo alternativo per ottenere energia sotto forma di elettricità dall'ossidazione dell'idrogeno senza passare dalla combustione diretta ottenendo una maggiore efficienza in un futuro in cui la produzione di idrogeno potrebbe avvenire da fonti rinnovabili e non più combustibili fossili. Secondo i sostenitori della cosiddetta economia all'idrogeno queste due tecnologie a idrogeno, oltre a risolvere il problema energetico, sarebbero quindi anche in grado di offrire un'alternativa pulita agli attuali motori a combustione interna alimentati da fonti fossili.
Il problema vero, sollevato da più parti, è però a monte: l'idrogeno atomico e molecolare è assai scarso in natura, ovvero l'elemento in sé si trova combinato assieme ad altri elementi in vari composti sulla crosta terrestre; esso dunque non è una fonte primaria di energia come lo sono gas naturale, petrolio e carbone, in quanto deve essere prodotto artificialmente spendendo energia a partire da fonti energetiche primarie. Esso sarebbe quindi impiegabile unicamente come vettore energetico cioè come mezzo per immagazzinare e trasportare l'energia disponibile ove occorra, mentre il ciclo di produzione/utilizzo sarebbe comunque inefficiente dal punto di vista termodinamico poiché la sua produzione richiederebbe in genere un'energia maggiore di quella che poi si renderebbe disponibile attraverso la sua 'combustione'. Una soluzione a tale problema è stata adottata ricorrendo ai pannelli fotovoltaici: durante il giorno l'energia prodotta viene interamente utilizzata per la produzione di idrogeno, che viene immagazzinato e utilizzato per alimentare autobus a idrogeno.
La molecola d'acqua è infatti più stabile e quindi meno energetica del diossigeno O2 e del diidrogeno H2 separati e segue la legge secondo la quale i processi "naturali" portano un sistema da un'energia più alta a una più bassa tramite una trasformazione. Per le leggi della termodinamica l'estrazione di idrogeno dall'acqua non può avvenire dunque come reazione inversa a costo zero, cioè senza spendere lavoro. Qualsiasi metodo di estrazione comporta quindi un costo che è pari all'energia liberata successivamente dalla combustione dell'idrogeno sotto forma di diidrogeno se a tal fine si utilizza l'esatto processo inverso, e in realtà in tal caso anche maggiore perché non esiste alcuna macchina con rendimento pari al 100% durante il processo di estrazione. In altri termini la produzione di idrogeno sotto forma di diidrogeno attraverso il metodo più semplice, ovvero l'elettrolisi dell'acqua, e il successivo utilizzo dell'idrogeno sotto forma di diidrogeno nella reazione inversa con O2 nelle pile a combustibile non solo non porta ad alcun guadagno energetico, ma anzi, per quanto detto sopra, il guadagno netto energetico sarebbe negativo cioè ci sarebbe una perdita dovuta alle dissipazioni in calore. L'unico modo di usare in maniera efficiente l'idrogeno come fonte di energia sarebbe ottenerlo come bioidrogeno a spese di alghe e batteri.
Attualmente il diidrogeno ottenuto da fonti solari, biologiche o elettriche ha un costo di produzione, in termini energetici, molto più elevato di quello della sua combustione per ottenere energia. H2 può essere ottenuto con un guadagno netto di energia a partire da fonti fossili, come il metano (le reazioni di sintesi sono infatti diverse da quelle di combustione), però si tratta di fonti energetiche non rinnovabili cioè destinate comunque a esaurirsi nel tempo e in più con emissioni dirette di CO2.
Infine i costi per la realizzazione delle infrastrutture necessarie per effettuare una completa conversione a un'economia dell'idrogeno sarebbero sostanzialmente elevati.
Un altro modo in cui l'idrogeno potrebbe venire utilizzato efficacemente come fonte di energia, a prescindere da qualsiasi processo di produzione, è quello della fusione nucleare con un reattore alimentato da deuterio o trizio, una tecnologia che al 2022 è ancora in via di sviluppo nel reattore sperimentale ITER. La grande quantità di energia prodotta sarebbe forse in grado di risolvere i problemi energetici mondiali, ma si tratta di un processo tecnologicamente complicato da gestire e tuttora oggetto di intensa ricerca.
Attualmente, ricapitolando, esistono quattro forme di utilizzazione dell'idrogeno per la produzione di energia:
- Combinando chimicamente H2 con O2 dell'aria attraverso bruciatori convenzionali e con processi catalitici, come avviene nei motori a combustione interna, permettendo anche un'ampia applicazione nell'ambito domestico.
- Combinando elettrochimicamente H2 con O2 senza la generazione di fiamme per produrre direttamente elettricità in un reattore conosciuto con il nome di cella (o pila) a combustibile.
- Unendo i nuclei di idrogeno in un reattore denominato Tokamak, durante il processo conosciuto con il nome di fusione nucleare.
- Combinando chimicamente H2 con O2 in un mezzo acquoso in una caldaia non convenzionale per produrre vapore motrice, nel ciclo conosciuto come Chan K'iin.[48]

Altri problemi rilevanti che si hanno con H2 sono il suo stoccaggio e il trasporto. Il trasporto può avvenire in bombole di gas compresso liquefatto oppure attraverso reti dedicate come avviene attualmente per il metano. Si può avere stoccaggio sotto pressione in bombole da 200 bar fino a 700 bar (ancora in via di omologazione) in forma liquida richiede invece temperature di −253 °C in bombole perfettamente isolate. Un'altra forma di stoccaggio consiste nella reazione chimica reversibile con diverse sostanze formando idruri metallici, oppure allo stato liquido sotto forma di ammoniaca NH3 alla temperatura di −33,4 °C.

### Altri impieghi

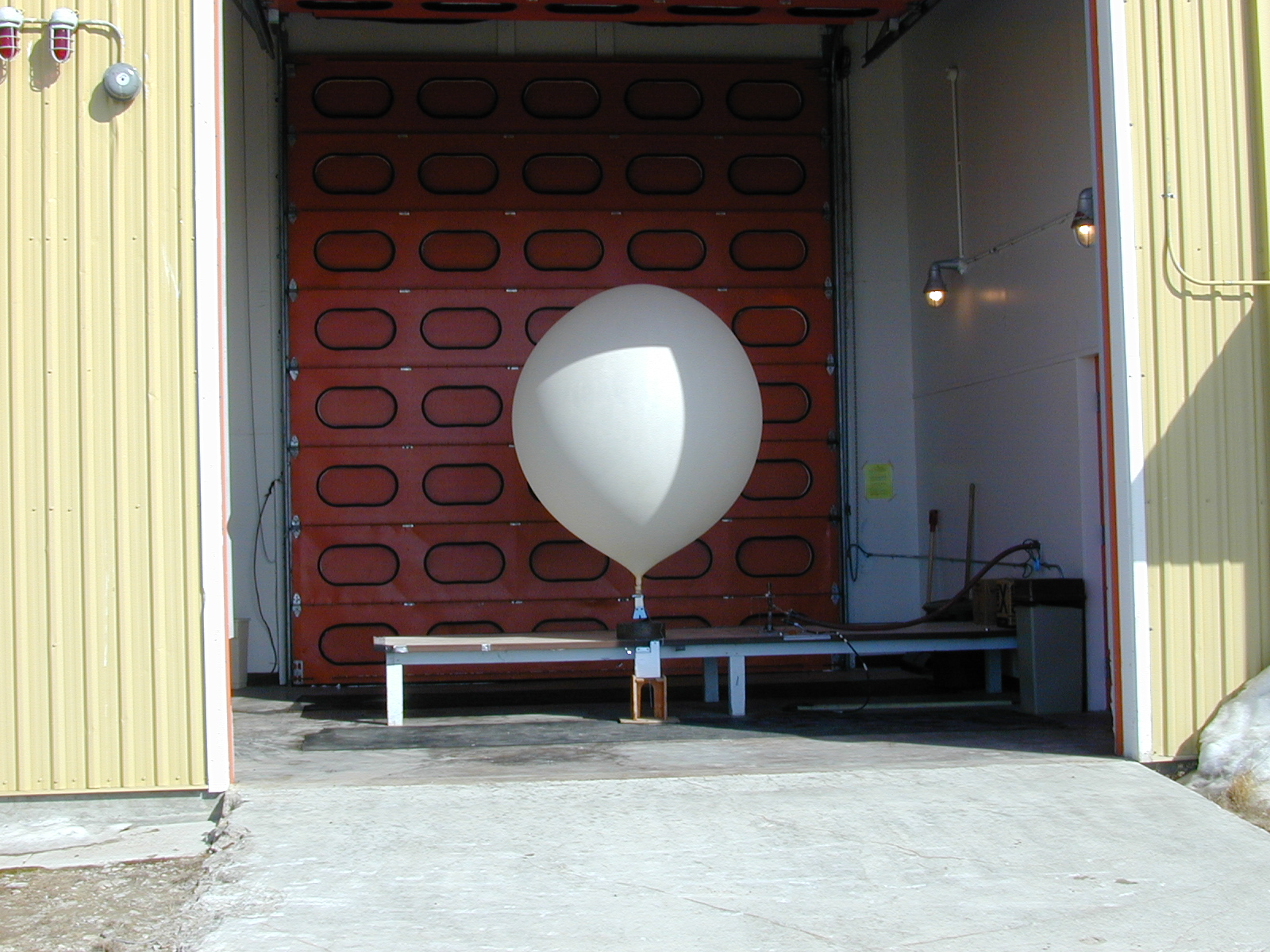
Sonda meteorologica riempita con diidrogeno.

- Nelle saldature e come agente riducente dei minerali metallici.
- Nella propulsione aeronautica e spaziale come combustibile per razzi e vettori spaziali (allo stato liquido).
- Come refrigerante nei generatori delle centrali elettriche, visto che è il gas che ha la maggiore conduttività termica.
- L'idrogeno liquido è usato nella ricerca criogenica, che comprende gli studi sulla superconduttività.
- La temperatura di equilibrio del punto triplo dell'idrogeno è un punto fisso definito nella scala delle temperature ITS-90.
- Lo spin della molecola di idrogeno sottoposte ad intensi campi magnetici può essere allineato omogeneamente mediante onde di radiofrequenza. Questa proprietà è la base per la risonanza magnetica nucleare, attraverso un dispositivo tomografico in grado di ottenere immagini tridimensionali i in funzione della differente velocità di recupero dello spin originale degli atomi di idrogeno presenti nei tessuti degli esesri viventi, anche sotto forma di acqua, in diverse concentrazioni a seconda dell'organo. La risonanza magnetica nucleare può essere utilizzata per la determinazione della struttura di molecole organiche poiché la frequenza di risonanza degli atomi di idrogeno dipende dai gruppi funzionali ad esso adiacenti.
- Il deuterio è usato nelle applicazioni nucleari come moderatore per rallentare i neutroni; i composti di deuterio sono usati in chimica e biologia, soprattutto nelle ricerche nel campo degli effetti isotopici. Per la risonanza magnetica nucleare in chimica si utilizzano solventi contenenti deuterio e privi di pròzio che saturerebbe il segnale.
- Il trizio (3H) viene prodotto nei reattori nucleari ed è impiegato nella produzione delle bombe a idrogeno, come radiomarcatore nelle scienze biologiche e in cinetica chimica, e come fonte di radiazioni nelle vernici luminescenti.
- Una conseguenza di solito negativa, ma a volte desiderata, dell'idrogeno è la sua azione infragilizzante sui metalli. Esso, a causa delle sue dimensioni atomiche ridotte, si fissa sugli atomi di ferro all'interno degli spazi interstiziali del reticolo molecolare e contribuisce a ridurre di molto il valore di γs (energia di creazione di un'interfaccia), favorendo la rottura di un pezzo per fatica statica.
- Essendo quasi quindici volte più leggero dell'aria, venne impiegato come agente per sollevare palloni aerostatici e dirigibili. Dopo il disastro del 6 maggio 1937 del dirigibile LZ 129 Hindenburg (riempito di idrogeno), che provocò la morte di 35 passeggeri, l'opinione pubblica si convinse che il gas fosse troppo pericoloso per continuare a usarlo in questo campo. Oggi si preferisce utilizzare elio per il riempimento di palloni aerostatici e di rari dei dirigibili in quanto, a differenza dell'idrogeno, l'elio è un gas inerte e quindi non brucia. L'idrogeno viene comunque ancora usato nei palloni aerostatici e nelle sonde meteorologiche perché è più economico dell'elio.
- Nel 1930 a Verrès in Valle d'Aosta, con l'energia prodotta in eccesso dall'impianto della Società Castel Verrès si realizzò un reparto elettrochimico utilizzando dei convertitori rotanti e una griglia in platino molto resistente alla corrosione, da questo procedimento con la tecnica dell'elettrolisi si otteneva l'idrogeno in uno stato di purezza elevatissima il quale veniva convogliato in un idrogenodotto, attraversava l'intero paese e veniva quindi portato allo stabilimento La Chimica di Verrès, una delle particolarità dell'impianto era proprio l'idrogenodotto, il primo in Italia a trasportare l'idrogeno con una tubazione sotterranea, la produzione era elevatissima e ammontava a 42000 m³ al giorno, quest'operazione permetteva la realizzazione di concimi speciali, sorpassando in alcuni anni la produzione della Montecatini. Tutte queste aziende facevano parte del gruppo industriale con sede a Milano Costruzioni Brambilla e a capo del gruppo vi era l'architetto Enrico Brambilla.[49][50]

Le caratteristiche di solubilità e adsorbimento dell'idrogeno con vari metalli sono molto importanti nella metallurgia (alcuni metalli possono essere indeboliti dall'idrogeno) e nello sviluppo di forme sicure di immagazzinamento per un utilizzo come combustibile. L'idrogeno è altamente solubile in molti composti formati da lantanoidi e metalli del blocco d, e può sciogliersi nei metalli cristallini e in quelli amorfi. La solubilità dell'idrogeno nei metalli è influenzata dalle distorsioni locali e dalle impurezze del reticolo cristallino del metallo.

## Precauzioni

### Combustione
Il diidrogeno è un gas altamente infiammabile e brucia in aria, con la quale forma miscele esplosive a concentrazioni dal 4 al 74,5% (parti di diidrogeno su 100 parti d'aria, a pressione atmosferica) e in atmosfera di cloro dal 5 al 95%. Reagisce inoltre violentemente con il cloro e il fluoro. Basta liberare una fuga di H2 a contatto con O2 per innescare una violenta esplosione oppure una fiamma invisibile e pericolosa che produce acqua in gas.
Le miscele di diidrogeno detonano molto facilmente a seguito di semplici scintille o, se in alta concentrazione di reagenti, anche solo per mezzo della luce solare in quanto il gas reagisce violentemente e spontaneamente con qualsiasi sostanza ossidante.
La temperatura di autoignizione del diidrogeno in aria (21% di O2) è di 500 °C circa.
L'entalpia della combustione del diidrogeno è −286 kJ/mol e la reazione di combustione in aria è la seguente:
{\displaystyle {\ce {2 H2(g) + O2(g) -> 2 H2O(l) +572 kJ/mol}}}
Quando si mescola con il diossigeno in un ampio intervallo di proporzioni, il diidrogeno esplode. All'aria il diidrogeno arde violentemente. Le fiamme di diossigeno e diidrogeno puro sono invisibili all'occhio umano; per questo motivo, è difficile identificare visivamente se una fuga di diidrogeno sta bruciando. Le fiamme visibili nella fotografia dell'incidente al dirigibile Hindenburg sono dovute alla combustione del diidrogeno insieme ai materiali di rivestimento dell'aeronave realizzata in legno e tela.  Altra caratteristica dei fuochi alimentati dal diidrogeno è che le fiamme tendono a salire rapidamente con il gas attraverso l'aria (come si può vedere nella fotografia dell'incidente all'Hindeburg), causando danni minori dei fuochi alimentati da idrocarburi. Infatti i due terzi dei passeggeri del dirigibile sopravvissero all'incendio, e molti morirono per la caduta dall'alto o per l'incendio della benzina.
L'H2 reagisce direttamente con altri elementi ossidanti. Può produrre una reazione spontanea e violenta a temperatura ambiente in presenza di cloro o fluoro, con la formazione dei corrispondenti alogenuri di idrogeno: cloruro di idrogeno e fluoruro di idrogeno.